# Прокофьев, Александр Андреевич
Алекса́ндр Андре́евич Проко́фьев (19 ноября [2 декабря] 1900, Кобона, Санкт-Петербургская губерния — 18 сентября 1971, Ленинград) — русский советский поэт и журналист, военный корреспондент, общественный деятель. Герой Социалистического Труда (1970). Лауреат Ленинской (1961) и Сталинской премии второй степени (1946). Старший брат советского и партийного работника В. А. Прокофьева (1906—1996).

## Биография
Родился в семье ладожского крестьянина-рыбака и землепашца.
Окончил сельскую школу и с 1913 по 1917 год учился в Петербургской учительской семинарии. Вернувшись в родную деревню, пытался вести крестьянское хозяйство.
Участник Гражданской войны (1918—1922). В 1919 году вступил в РКП(б). Воевал на Петроградском фронте, был в плену у Юденича, бежал.
Окончил Петроградский учительский институт РККА (1920). В 1922—1930 годах сотрудник (оперуполномоченный) полпредства ВЧК-ОГПУ по Ленинградскому военному округу. Все последующие годы находился в действующем резерве органов госбезопасности.
С 1923 года учился в литературной студии ленинградского Пролеткульта. Печатался с 1927 года («Комсомольская правда» и «Юный пролетарий») и уже в 1931 году выпустил первую книгу стихов. Был членом Ленинградской ассоциации пролетарских писателей (группа «Резец»).
Во время Советско-финской и Великой Отечественной войны — военный журналист, член писательской группы при политуправлении Ленинградского фронта.
В период с 1945 по 1948 и с 1955 по 1965 годов был ответственным секретарём Ленинградского отделения Союза писателей.
Как партийный функционер играл ключевую роль в организации осуждения Бориса Пастернака на собрании ленинградских писателей 30 октября 1958 года. В своем отчётном выступлении, которое явилось установочным, он сказал: 
Пастернак цинично написал в Союз заявление, что он может передать деньги по нобелевской премии в фонд Совета Мира. Это пишет двурушник и предатель, отказавшийся в свое время подписать Стокгольмское воззвание. Ныне Пастернак исключен из Союза советских писателей. Невозможно, чтобы озлобленный клеветник и выродок мог носить имя советского писателя. К этому позорному концу Пастернака привела барская обособленность от народа. <…>Ленинградская писательская организация должна возвысить свой негодующий голос. Наше возмущение содеянным Пастернаком будет также идти от лица ленинградцев, людей беспощадных к врагам и изменникам. Гнев и презрение всего советского народа — вот удел предателя, и в этом народном негодовании пусть прозвучит и наше суровое слово! 
Во время кампании по осуждению Иосифа Бродского за тунеядство выступил на заседании Ленинградского отделения СП РСФСР 17 декабря 1963 года в поддержку обвинения.

Могила А. А. Прокофьева
на Богословском кладбище

Член Центральной ревизионной комиссии КПСС в 1956—1966 годах. Делегат XVIII, XX и XXII съездов КПСС.
В июле 1969 году подписал «письмо одиннадцати» в журнале «Огонёк» под заголовком «Против чего выступает „Новый мир“?»
Скончался 18 сентября 1971 года.
Похоронен на Богословском кладбище в Санкт-Петербурге.

### Семья
Жена — Виктория Петровна.

## Произведения
Немецкий славист Вольфганг Казак оценил творчество Прокофьева так («Лексикон русской литературы XX века»):
«Первые сборники стихотворений Прокофьева, например, Полдень (1931) или Победа (1932), где он воспевал в напыщенных строках пролетарскую революцию, сочетали коммунистическое сознание с энергичной образностью описаний Ладожского озера и приозерных деревень. В следующих сборниках, например, Дорога через мост (1933), у Прокофьева уже гораздо больше стихов о родных местах; лексика и синтаксис этих стихов близки к произведениям народного творчества… В своих стихах Прокофьев отдает предпочтение не конкретным событиям, а весьма уверенной, отвлеченно-патриотической декламации. Его рифмы примитивны, ритм монотонен, а стихи непомерно длинны и явно не отмечены талантом».
- На стихи Прокофьева были написаны песни, среди которых наиболее известна «Товарищ» (музыка О. Б. Иванова, первая песня композитора, стихотворение Прокофьева было посвящено А. Крайскому[11][12]), лауреат Песни-71, ставшая неофициальным гимном молодёжи, и «Тайга золотая» (музыка В. В. Пушкова) из одноимённого кинофильма.
- На стихи Прокофьева композитор Георгий Свиридов написал хоровую поэму «Ладога».
- В 2003 году в честь празднования 1250-летия Старой Ладоги петербургский композитор Владислава Малаховская написала три хора на стихи А. А. Прокофьева.

## Награды и премии
- орден «Знак Почёта» (январь 1939)[13];
- два ордена Красной Звезды (май 1940)[14]; (6 ноября 1945)[15];
- медаль «За оборону Ленинграда» (22 декабря 1942)[16];
- орден Отечественной войны 2-й степени (31 августа 1944)[17];
- медаль «За победу над Германией в Великой Отечественной войне 1941—1945 гг.» (9 мая 1945)[18];
- Сталинская премия второй степени (1946) — за поэму «Россия» и стихотворения: «Не отдадим!», «За тебя, Ленинград!», «Застольная», «Клятва» и другие;
- четыре ордена Ленина (21 июня 1957)[19]; (2 декабря 1960); (28 октября 1967); (1 декабря 1970)[20];
- Ленинская премия (1961) — за сборник стихов «Приглашение к путешествию» (1960)[21];
- Герой Социалистического Труда с вручением ордена Ленина и золотой медали «Серп и Молот» — за выдающиеся заслуги в развитии советской литературы, плодотворную общественную деятельность и в связи с семидесятилетием со дня рождения (1 декабря 1970)[20];
- знак «Почётный сотрудник ВЧК-ГПУ (V)»[источник не указан 1174 дня].

## Сочинения
- Собрание сочинений в 4-х томах. М., 1978—1980
- Собрание сочинений в 4-х томах. Л., 1965—1966
- Собрание стихотворений в 2-х томах. Л., 1961
- Сочинения в 2-х томах. Л., 1957
- Избранное в 2-х томах. Л., 1972
- Полдень, 1931
- Победа, 1932
- Стихотворения. Л., 1932
- Дорога через мост, Л., изд. писателей, 1933
- Сборник стихов. Л., 1934
- Избранное. Л., ГИХЛ, 1935, — 208 с., 6 300 экз.
- Прямые стихи. Л., 1936
- Крылья. М.-Л., 1937
- Стихотворения 1927—1937. Л., 1938
- Знамя. Л., 1940
- Гармонь. Л., ГИХЛ, 1944
- Россия. Л., 1944
- Россия, М., 1946 (поэма)
- Простор. Л., 1945
- Стихотворения. 1927—1947. — Гослитиздат, 1947. — 590 с., 25 000 экз.
- Избранное. — М., Сов. писатель, 1947, — 300 с., 25 000 экз.
- Стихотворения. М.-Л., 1950
- В пути. — М., 1953
- Стихотворения. М., 1954
- Заречье. Л., 1955
- Лирика. Л., 1956
- Стихотворения и поэмы. М., 1959
- Приглашение к путешествию.- Л., 1960
- Присяга. — Л., 1960
- Стихи с дороги, Л., Советский писатель, 1963
- Горислава. М, 1963
- Под солнцем и под ливнями. Л., 1964
- Чудесная тревога. 1965
- Гроздья, Л., Советский писатель,1967
- Пристрастия. Л., 1967
- Прощание с приморьем. Л., 1969
- Бессмертие, Л., 1970.
- Избранные стихи. Л., 1970
- Величальная песня России. М., 1971

## Воспоминания современников
С поздних фотографий Александра Прокофьева с подозрительной номенклатурной надутостью глядит человек, явно вышедший из низов, по типажу необратимо похожий на секретарей райкомов хрущевского времени, порой совпадавших с самим Хрущёвым в грубости, но неспособных на его непредсказуемые порывы, диктуемые муками совести.— Из антологии Евгения Евтушенко «Десять веков русской поэзии»

На встрече советских писателей с Н. С. Хрущёвым поэт С. В. Смирнов сказал:
«Вы знаете, Никита Сергеевич, мы были сейчас в Италии, многие принимали Прокофьева Александра Андреевича за Вас».
Хрущёв посмотрел на Прокофьева, как на свой шарж, на карикатуру; Прокофьев того же роста, с такой же грубой физиономией, толстый, мордатый, нос приплюснут… Посмотрел Хрущёв на эту карикатуру, нахмурился и отошёл, ничего не сказав
— по воспоминаниям Д. А. Гранина

## Память

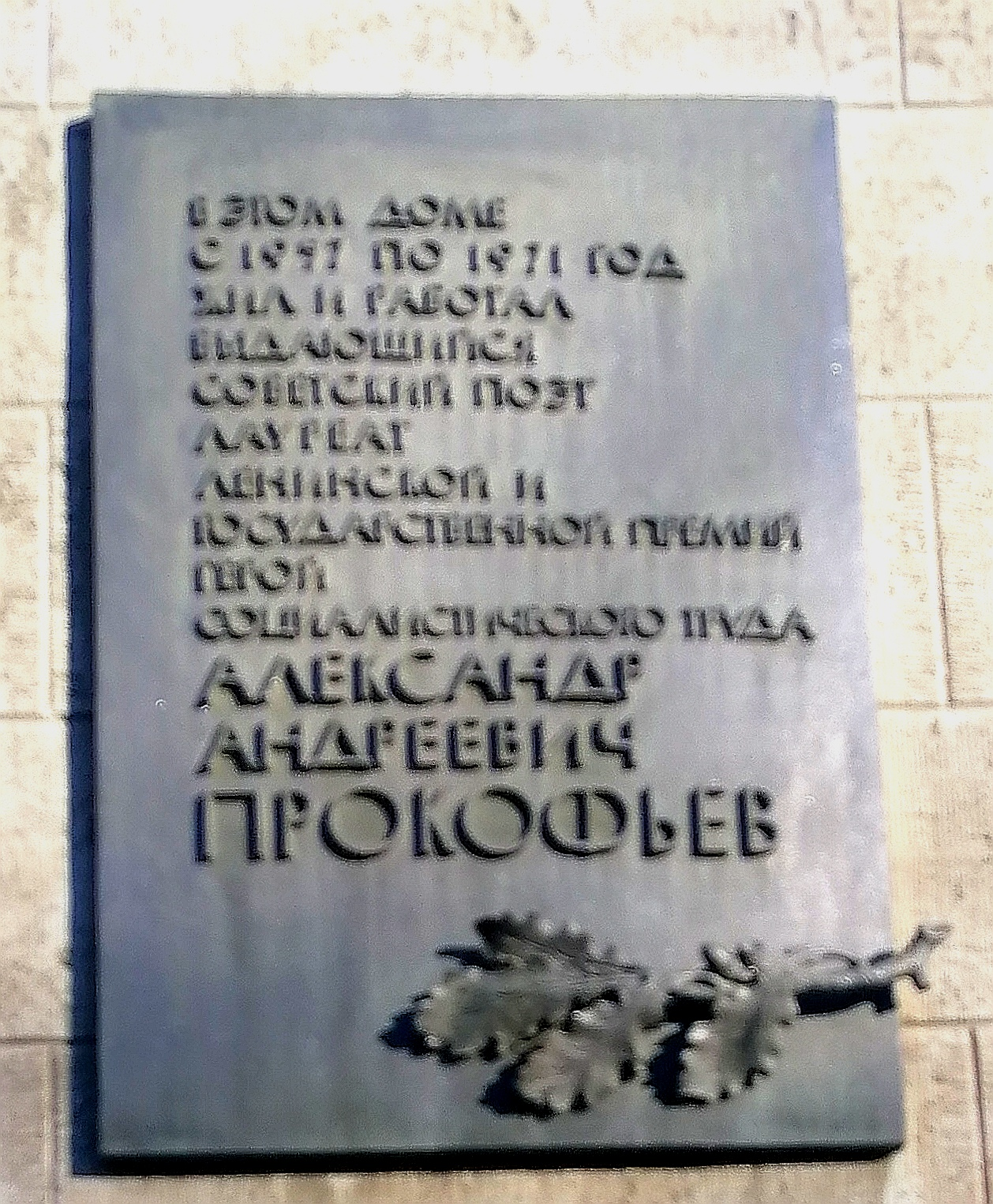
Мемориальная доска в Санкт-Петербурге

- Именем Прокофьева А. А. названа улица на северо-западе Санкт-Петербурга.
- мемориальная доска установлена на доме, где жил А. Прокофьев в Санкт-Петербурге, ул. Кронверкская, 29.
- В 1973 году на Ленинградской студии документальных фильмов о Прокофьеве снят документальный фильм «Вечер в Кабоне»/«Мне о России надо говорить…» (режиссёр Н. Обухович)[24].
- На родине поэта, перед зданием школы, где он учился, установлен памятник-бюст.
- Ежегодно в Ленинградской области вручается литературная премия «Ладога» имени Александра Прокофьева